# Robert Russell (schermidore)
Robert Boyer Russell (Detroit, 1934 – Vineyard Haven, 1999) è stato uno schermidore statunitense.

## Palmarès
In carriera ha conseguito i seguenti risultati:
- Giochi Panamericani:

Winnipeg 1967: argento nel fioretto a squadre.